# Banyliw
Banyliw (ukrainisch Банилів; russisch Банилов Banilow, rumänisch Bănila pe Ceremuş, deutsch bis 1918 Russisch Banilla) ist ein Dorf in der historischen Region Bukowina in der ukrainischen Oblast Tscherniwzi mit etwa 3660 Einwohnern (2025).

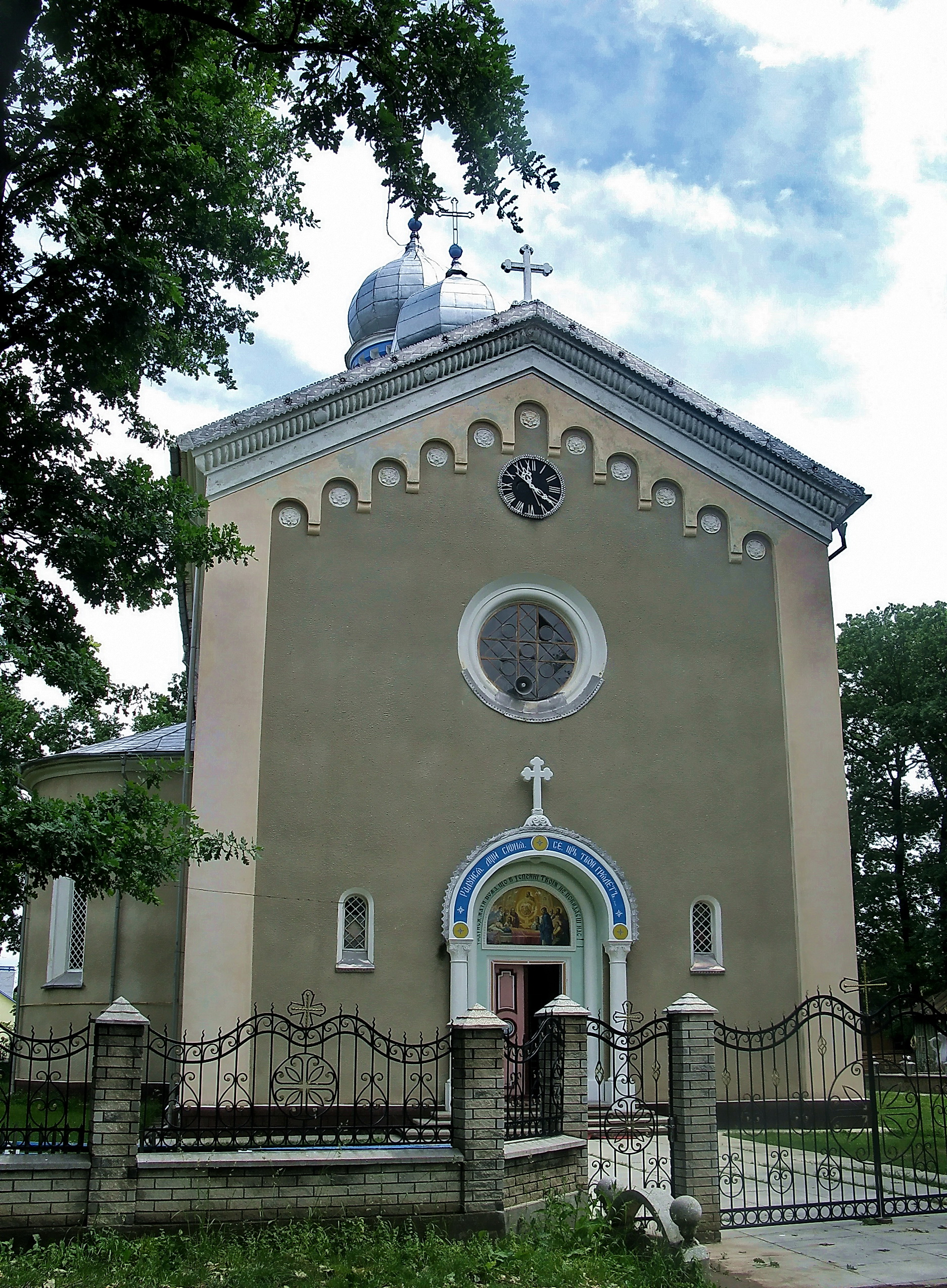
Himmelfahrtskirche in Banyliw 2009

Das 1445 erstmals schriftlich erwähnte Dorf in der nördlichen Bukowina lag an der lange Zeit umkämpften Grenze zwischen dem Fürstentum Moldau und dem Königreich Polen.
Es trug seit 1940 den ukrainischen Namen Ruskyj Banyliw (Руський Банилів), am 7. September 1946 wurde es auf seinen heutigen Namen umbenannt.
Banyliw befindet sich auf 260 m Höhe im Tal des Tscheremosch sowie an der Territorialstraße T–26–01. Das Dorf besitzt eine Bahnstation an der Bahnstrecke Sawallja–Wyschnyzja.
Banyliw liegt etwa 17 km nordöstlich vom Rajonzentrum Wyschnyzja und etwa 55 km westlich vom Oblastzentrum Czernowitz.
Am 12. Juni 2020 wurde das Dorf zum Zentrum der neu gegründeten Landgemeinde Banyliw (Банилівська сільська громада/Banyliwska silska hromada). Zu dieser zählen auch die 3 in der untenstehenden Tabelle aufgelistetenen Dörfer; bis dahin bildete es zusammen mit dem Dorf Bereschnyzja (Бережниця) die Landgemeinde Banyliw (Банилівська сільська рада/Banyliwska silska rada) im Norden des Rajons Wyschnyzja.
Folgende Orte sind neben dem Hauptort Banyliw Teil der Gemeinde:
| Name                     | Name       | Name                    | Name      | Name      |
| ukrainisch transkribiert | ukrainisch | russisch                | rumänisch | deutsch   |
| ------------------------ | ---------- | ----------------------- | --------- | --------- |
| Bereschnyzja             | Бережниця  | Бережница (Bereschniza) | Berejniţa | Bereznica |
| Bereschonka              | Бережонка  | Бережонка               | –         | –         |
| Korytne                  | Коритне    | Корытно (Korytno)       | Vilaucea  | Willawcze |